# Epipsestis meilingchani
Epipsestis meilingchani is een nachtvlindersoort uit de familie van de eenstaartjes (Drepanidae). De soort is endemisch in Taiwan.
Epipsestis meilingchani is in 2000 voor het eerst wetenschappelijk beschreven door Laszlo & G. Ronkay.